# Anita Välkki

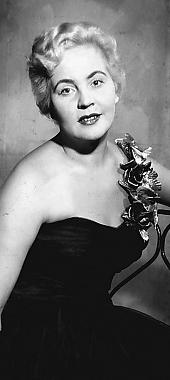
Anita Välkki (1955).

Anita Kaarina Välkki, född 25 oktober 1926 i Sääksmäki, död 27 april 2011 i Helsingfors, var en finländsk operasångerska (sopran). 
Välkki utbildades, utöver i Finland, även i Wien (1958) och Stockholm (1961). Hon arbetade 1946–1955 som skådespelerska vid stadsteatrarna i Gamlakarleby och Vasa samt var 1955–1963 engagerad som sångerska vid Finlands nationalopera. Hon gjorde på 1960-talet en uppmärksammad internationell karriär på scener utomlands, bland annat på Wiener Staatsoper, Covent Garden i London och Metropolitan Opera House i New York. Hon verkade därefter på frilansbasis i hemlandet och som pedagog. Hon tilldelades Pro Finlandia-medaljen 1965. Hennes memoarer, Taiteen vuoksi, utkom 1971.